# 維拉科塔山 (拉雷卡哈省)
15°46′40″S 68°33′27″W / 15.77778°S 68.55750°W
維拉科塔山（Wila Quta），是玻利維亞的山峰，位於該國西部拉巴斯省的拉雷卡哈省，處於漢科烏馬山和伊良普山以北，屬於安第斯山脈的一部分，海拔高度4,960米。
- . katari.org.   [November 6, 2014]. （原始内容存档于2017-10-07）.
- . INE, Bolivia.   [November 6, 2014]. （原始内容存档于2014年10月6日）.